# Kong Svends Høj (Lolland)
 For alternative betydninger, se Kong Svends Høj. (Se også artikler, som begynder med Kong Svends Høj)
Kong Svends Høj er en jættestue på det nordvestlige Lolland umiddelbart nord for Pederstrup. Kammeret i højen er 12,5 m langt og det er dermed Danmarks næstlængste jættestue kun overgået af en jættestue ved Listrup på Falster. Det er en af de mest kendte jættestuer i Danmark.

## Beskrivelse
Kong Svends Høj er omkring 21 meter lang og 15 meter bred, hvilket er særligt, da højene omkring jættestuer normalt er runde.
Jættestuen er bygget omkring 3200 f.kr. under Tragtbægerkulturen og består af 17 bæresten og 6 dæksten. Der er mindst ti eksempler på såkaldte tvillingesten, som er store sten, som er blevet kløvet og sat overfor hinanden som bærende konstruktion. Rundt om jættestuen er stillet i alt 42 store randsten hvoraf de største er op mod fire meter høje.
Det er den eneste tilbageværende jættestue af en gruppe på i alt 8 jættestuer og dysser.

## Udgravninger
Den tidligt kendte udgravning foregik i 1780 og blev foretaget af grev Christian Ditlev Frederik Reventlow, der ejede Pederstrup og de omkringliggende jorde og som senere blev gehejmstatsminister. Der blev hovedsageligt fundet dyre- og menneskeknogler samt enkelte ravperler og der blev udført opmålinger og skrevet en rapport over udgravningen. Udgravningen foregik sammen med den teologistuderende Friederich Münter, der oprettede Oldsagskommissionen og Nationalmuseet.
I 1876 besøgte historikeren og arkæologen Conrad Engelhardt højen og udførte en mindre udgravning og fandt bl.a. fragmenter fra ravperler. Magnus Petersen udførte tegninger af højen ved samme lejlighed. Kong Svends Høj blev fredet i 1924.
Nationalmuseet udgravede højen i 1941-42 under ledelse af Thorkild Ramskou og Julis Raklev. Først under denne udgravning fandt man indgangen til højen i 1942. Mod sædvane er den anbragt i den vestlige side af højen, hvilket er atypisk for jættestuer, der oftest har indgangen placeret mod øst. Kammeret blev tømt for jord, højen blev ryddet for træer og buske og flere væltede randsten blev genrejst.
Der er også udført en udgravning i 1973.
Den seneste udgravning er foretaget i 1991 og blev udført af Nationalmuseet i samarbejde med Skov- og Naturstyrelsen og her blev der fundet rester af i alt 35-40 lerkar, der var fordelt på begge sider af indgangen. Lerkarrene var sandsynligvis offergaver med mad til den afdøde. Man fandt også 15 flinteknive. Desuden fandt man ud af at gulvet i kammeret var dækket af et lag af hvidbrændt flint oven på sandstensfliser. Under denne udgravning blev der også foretaget en restaurering af højen, hvor randstenene blev genrejst.
Under denne udgravning fandt man også ardspor under gulvet, der indikerer at man har bygger jættestuen oven på et landbrugsareal.

## Galleri
- Hjørnet af Kong Svends Høj.
- Akvarel af Kong Svends Høj fra 1820 malet af Ole Jørgen Rawert.